# Who'll Stop the Rain (chanson)
Pour les articles homonymes, voir Who'll Stop the Rain.
Singles de Creedence Clearwater Revival
Down on the Corner / Fortunate Son
(1969) Up Around the Bend / Run Through the Jungle
(1970)
Pistes de Cosmo's Factory
My Baby Left Me I Heard It Through the Grapevine
Who'll Stop the Rain est une chanson du groupe de rock américain Creedence Clearwater Revival, écrite et composée par John Fogerty. Elle sort en janvier 1970 en face B d'un 45 tours partagé avec le morceau Travelin' Band. Les deux chansons sont incluses sur le cinquième album du groupe, Cosmo's Factory, qui paraît en août 1970.
Le single se classe 2e aux États-Unis où il est certifié disque de platine avec 1 000 000 d'exemplaires vendus. Il atteint la première place en Belgique et aux Pays-Bas.

## Inspirations
Selon John Fogerty, la principale inspiration de la chanson est le festival de Woodstock auquel Creedence Clearwater Revival a participé, le public dansant sous la pluie et dans la boue lorsque le groupe jouait. Fogerty précise que la chanson parle aussi de la guerre et que la pluie est "une métaphore de la rhétorique des gouvernements et des privilégiés",.

## Distinction
La chanson est classée 188e dans la liste Les 500 plus grandes chansons de tous les temps selon Rolling Stone.

## Classements hebdomadaires et certifications
| Classement (1970)                       | Meilleure place |
| --------------------------------------- | --------------- |
| Belgique (Flandre Ultratop 50 Singles)  | 1               |
| Belgique (Wallonie Ultratop 50 Singles) | 3               |
| États-Unis (Billboard Hot 100)          | 2               |
| Pays-Bas (Nederlandse Top 40)           | 1               |
| Pays-Bas (Single Top 100)               | 1               |

| Pays                    | Certification | Date       | Unités certifiées |
| ----------------------- | ------------- | ---------- | ----------------- |
| États-Unis (RIAA)       | Platine       | 13/12/1990 | 1 000 000         |
| Nouvelle-Zélande (RMNZ) | Platine       | 14/12/2023 | 30 000            |

## Reprises
Who'll Stop the Rain a été reprise par Bill Haley, Vince Neil, Garth Brooks, Dwight Yoakam. John Fogerty enregistre une nouvelle version, en duo avec Bob Seger sur l'album Wrote a Song for Everyone en 2013.

## Divers
Le titre original du film américain Les Guerriers de l'enfer, sorti en 1978, est Who'll Stop the Rain en référence à la chanson de Creedence Clearwater Revival qui, par ailleurs, fait partie de la bande originale du film.